# Luctithonus
Luctithonus es un género de escarabajos longicornios de la tribu Acanthocinini.

## Especies
- Luctithonus aski Lingafelter, 2020
- Luctithonus duartensis Lingafelter, 2020
- Luctithonus pantherinus (Zayas, 1975)